# Banara tomentosa
Banara tomentosa là một loài thực vật có hoa trong họ Liễu. Loài này được Clos mô tả khoa học đầu tiên năm 1857.